# Lepisanthes andamanica
Lepisanthes andamanica är en kinesträdsväxtart som beskrevs av George King. Lepisanthes andamanica ingår i släktet Lepisanthes och familjen kinesträdsväxter. Inga underarter finns listade i Catalogue of Life.